# Campeonato Panamericano de Triatlón
El Campeonato Panamericano de Triatlón es la máxima competición a nivel panamericano de triatlón. Es organizado desde 1994 por la Confederación Panamericana de Triatlón. Se realizan las competiciones masculina y femenina, y desde 2014 una competición mixta por relevos.

## Ediciones
| N.º   | Año  | Sede            | País           |
| ----- | ---- | --------------- | -------------- |
| I     | 1994 | Mar del Plata   | Argentina      |
| II    | 1996 | Vitória         | Brasil         |
| III   | 1997 | Puerto Vallarta | México         |
| IV    | 1998 | Varadero        | Cuba           |
| V     | 2001 | Orlando         | Estados Unidos |
| VI    | 2004 | Acapulco        | México         |
| VII   | 2005 | Bogotá          | Colombia       |
| VIII  | 2006 | Brasilia        | Brasil         |
| IX    | 2008 | Mazatlán        | México         |
| X     | 2009 | Oklahoma City   | Estados Unidos |
| XI    | 2010 | Puerto Vallarta | México         |
| XII   | 2012 | La Paz          | Argentina      |
| XIII  | 2013 | Vila Velha      | Brasil         |
| XIV   | 2014 | Dallas          | Estados Unidos |
| XV    | 2015 | Monterrey       | México         |
| XVI   | 2016 | Buenos Aires    | Argentina      |
| XVII  | 2017 | Puerto López    | Ecuador        |
| XVIII | 2018 | Brasilia        | Brasil         |
| XIX   | 2019 | Monterrey       | México         |
| XX    | 2021 | St. George      | Estados Unidos |
| XXI   | 2022 | Montevideo      | Uruguay        |
| XXII  | 2023 | Veracruz        | México         |
| XXIII | 2024 | Miami           | Estados Unidos |

| N.º  | Año  | Sede       | País           |
| ---- | ---- | ---------- | -------------- |
| I    | 2014 | Sarasota   | Estados Unidos |
| II   | 2015 | Sarasota   | Estados Unidos |
| III  | 2016 | Sarasota   | Estados Unidos |
| IV   | 2017 | Sarasota   | Estados Unidos |
| V    | 2018 | Sarasota   | Estados Unidos |
| VI   | 2019 | Monterrey  | México         |
| VII  | 2022 | Montevideo | Uruguay        |
| VIII | 2023 | Huatulco   | México         |

## Palmarés

### Masculino
| N.º   | Año  | Sede                            | Oro                               | Plata                           | Bronce                            |
| ----- | ---- | ------------------------------- | --------------------------------- | ------------------------------- | --------------------------------- |
| I     | 1994 | Mar del Plata ( Argentina)      | Oscar Galíndez Argentina          | Tim DeBoom Estados Unidos       | Ariel Garrido Argentina           |
| II    | 1996 | Vitória · ( Brasil)             | José Uzziel Valderrabano · México | Javier Rosas · México           | Will Vargas · Colombia            |
| III   | 1997 | Puerto Vallarta · ( México)     | Eligio Cervantes · México         | Javier Rosas · México           | José Uzziel Valderrabano · México |
| IV    | 1998 | Varadero · ( Cuba)              | Oscar Galíndez Argentina          | —                               | —                                 |
| V     | 2001 | Orlando ( Estados Unidos)       | Daniel Fontana Argentina          | Alec Rukosuev Estados Unidos    | Hunter Kemper Estados Unidos      |
| VI    | 2004 | Acapulco · ( México)            | Hunter Kemper Estados Unidos      | Andy Potts Estados Unidos       | Javier Rosas · México             |
| VII   | 2005 | Bogotá · ( Colombia)            | Ricardo Cardeño · Colombia        | Eligio Cervantes · México       | Will Vargas · Colombia            |
| VIII  | 2006 | Brasilia · ( Brasil)            | Paul Tichelaar · Canadá           | Doug Friman Estados Unidos      | Antonio Marcos de Souza · Brasil  |
| IX    | 2008 | Mazatlán · ( México)            | Matt Chrabot Estados Unidos       | Jarrod Shoemaker Estados Unidos | Francisco Serrano · México        |
| X     | 2009 | Oklahoma City ( Estados Unidos) | Matthew Reed Estados Unidos       | Hunter Kemper Estados Unidos    | Timothy O'Donnell Estados Unidos  |
| XI    | 2010 | Puerto Vallarta · ( México)     | Matt Chrabot Estados Unidos       | Leonardo Chacón · Costa Rica    | Jarrod Shoemaker Estados Unidos   |
| XII   | 2012 | La Paz ( Argentina)             | Tyler Butterfield Bermudas        | Brent McMahon · Canadá          | Kyle Jones · Canadá               |
| XIII  | 2013 | Vila Velha · ( Brasil)          | Rodrigo González · México         | Reinaldo Colucci · Brasil       | Bruno Matheus · Brasil            |
| XIV   | 2014 | Dallas ( Estados Unidos)        | Crisanto Grajales · México        | Diogo Sclebin · Brasil          | Irving Pérez · México             |
| XV    | 2015 | Monterrey · ( México)           | César Saracho · México            | Irving Pérez · México           | Hunter Kemper Estados Unidos      |
| XVI   | 2016 | Buenos Aires ( Argentina)       | Luciano Taccone Argentina         | Reinaldo Colucci · Brasil       | Danilo Pimentel · Brasil          |
| XVII  | 2017 | Puerto López · ( Ecuador)       | Manoel Messias · Brasil           | Taylor Forbes · Canadá          | Juan José Andrade · Ecuador       |
| XVIII | 2018 | Brasilia · ( Brasil)            | Manoel Messias · Brasil           | Crisanto Grajales · México      | Reinaldo Colucci · Brasil         |
| XIX   | 2019 | Monterrey · ( México)           | Irving Pérez · México             | William Huffman Estados Unidos  | Rodrigo González · México         |
| XX    | 2021 | St. George ( Estados Unidos)    | Irving Pérez · México             | Charles Paquet · Canadá         | Brent Demarest Estados Unidos     |
| XXI   | 2022 | Montevideo · ( Uruguay)         | Crisanto Grajales · México        | Diego Moya · Chile              | Charles Paquet · Canadá           |
| XXII  | 2023 | Veracruz · ( México)            | John Reed Estados Unidos          | Martin Sobey · Canadá           | Brock Hoel · Canadá               |
| XXIII | 2024 | Miami ( Estados Unidos)         | Morgan Pearson Estados Unidos     | Darr Smith Estados Unidos       | John Reed Estados Unidos          |

### Femenino
| N.º   | Año  | Sede                            | Oro                               | Plata                             | Bronce                              |
| ----- | ---- | ------------------------------- | --------------------------------- | --------------------------------- | ----------------------------------- |
| I     | 1994 | Mar del Plata ( Argentina)      | Gail Laurence Estados Unidos      | Kelly Kwlatowski Estados Unidos   | Donna Peters Estados Unidos         |
| II    | 1996 | Vitória · ( Brasil)             | Janet Hatfield Estados Unidos     | Márcia Ferreira · Brasil          | Maria José Moreira · Brasil         |
| III   | 1997 | Puerto Vallarta · ( México)     | Carol Montgomery · Canadá         | Kristie Otto · Canadá             | Jennifer Gutiérrez Estados Unidos   |
| IV    | 1998 | Varadero · ( Cuba)              | Adriana Piacsek · Brasil          | —                                 | —                                   |
| V     | 2001 | Orlando ( Estados Unidos)       | Carol Montgomery · Canadá         | Joanna Zeiger Estados Unidos      | Carla Moreno · Brasil               |
| VI    | 2004 | Acapulco · ( México)            | Sheila Taormina Estados Unidos    | Joanna Zeiger Estados Unidos      | Suzanne Weckend · Canadá            |
| VII   | 2005 | Bogotá · ( Colombia)            | María Carmenza Morales · Colombia | Ayesha Rollinson · Canadá         | Rosemary López · Venezuela          |
| VIII  | 2006 | Brasilia · ( Brasil)            | Kathy Tremblay · Canadá           | María Carmenza Morales · Colombia | Rebeccah Wassner Estados Unidos     |
| IX    | 2008 | Mazatlán · ( México)            | Jillian Petersen Estados Unidos   | Lauren Groves · Canadá            | Adriana Corona · México             |
| X     | 2009 | Oklahoma City ( Estados Unidos) | Mary Beth Ellis Estados Unidos    | Jenna Parker Estados Unidos       | Jennifer Spieldenner Estados Unidos |
| XI    | 2010 | Puerto Vallarta · ( México)     | Carla Moreno · Brasil             | Gwen Jorgensen Estados Unidos     | Jillian Petersen Estados Unidos     |
| XII   | 2012 | La Paz ( Argentina)             | Sarah-Anne Brault · Canadá        | Jillian Petersen Estados Unidos   | Margaret Shapiro Estados Unidos     |
| XIII  | 2013 | Vila Velha · ( Brasil)          | Pâmella Oliveira · Brasil         | Sarah-Anne Brault · Canadá        | Flávia Fernandes · Brasil           |
| XIV   | 2014 | Dallas ( Estados Unidos)        | Adriana Barraza · México          | Jessica Broderick Estados Unidos  | Anahi León · México                 |
| XV    | 2015 | Monterrey · ( México)           | Cecilia Pérez · México            | Elizabeth Bravo · Ecuador         | Kaitlin Donner Estados Unidos       |
| XVI   | 2016 | Buenos Aires ( Argentina)       | Luisa Baptista · Brasil           | Erin Dolan Estados Unidos         | Romina Biagioli Argentina           |
| XVII  | 2017 | Puerto López · ( Ecuador)       | Sophie Chase Estados Unidos       | Pâmella Oliveira · Brasil         | Vittória Lopes · Brasil             |
| XVIII | 2018 | Brasilia · ( Brasil)            | Luisa Baptista · Brasil           | Cecilia Pérez · México            | Vanesa de la Torre · México         |
| XIX   | 2019 | Monterrey · ( México)           | Elizabeth Bravo · Ecuador         | Erika Ackerlund Estados Unidos    | Romina Biagioli Argentina           |
| XX    | 2021 | St. George ( Estados Unidos)    | Gina Sereno Estados Unidos        | Dominika Jamnicky · Canadá        | Cecilia Ramírez · México            |
| XXI   | 2022 | Montevideo · ( Uruguay)         | Luisa Baptista · Brasil           | Vittória Lopes · Brasil           | Emy Legault · Canadá                |
| XXII  | 2023 | Veracruz · ( México)            | Rosa Tapia Vidal · México         | Gina Sereno Estados Unidos        | Emy Legault · Canadá                |
| XXIII | 2024 | Miami ( Estados Unidos)         | Elizabeth Bravo · Ecuador         | Luisa Baca · México               | Sofía Rodríguez · México            |

### Relevo mixto
| N.º  | Año  | Sede                       | Oro                                                                           | Plata                                                                               | Bronce                                                                                            |
| ---- | ---- | -------------------------- | ----------------------------------------------------------------------------- | ----------------------------------------------------------------------------------- | ------------------------------------------------------------------------------------------------- |
| I    | 2014 | Sarasota ( Estados Unidos) | Canadá · Amélie Kretz · Andrew Yorke · Joanna Brown · Alexander Hinton        | Estados Unidos Kaitlin Donner Jarrod Shoemaker Sara McLarty Eric Lagerstrom         | México · Vanesa de la Torre · Eduardo Israel Lamas · Paola Díaz · Edson Gómez                     |
| II   | 2015 | Sarasota ( Estados Unidos) | Canadá · Emy Legault · John Rasmussen · Dominika Jamnicky · Jeremy Briand     | Estados Unidos Julie Stupp Alex Libin Nicole Welling Eli Hemming                    | México · Vanesa de la Torre · David Mendoza Sánchez · Adriana Isaura Carreño · Diego López Acosta |
| III  | 2016 | Sarasota ( Estados Unidos) | Estados Unidos Kaitlin Donner Eric Lagerstrom Erin Jones Jarrod Shoemaker     | Canadá · Dominika Jamnicky · Andrew Yorke · Laurin Thorne · Xavier Grenier-Talavera | México · Carolina Rodríguez Robles · Diego López Acosta · Itzel Arroyo · Aram Peñaflor Moysen     |
| IV   | 2017 | Sarasota ( Estados Unidos) | Canadá · Elisabeth Boutin · Alexis Lepage · Severine Bouchez · Charles Paquet | Estados Unidos Taylor Spivey Eli Hemming Erin Dolan Jason West                      | México · Vanesa de la Torre · Rodrigo González · Jessica Romero · Abraham Rodríguez               |
| V    | 2018 | Sarasota ( Estados Unidos) | Estados Unidos Renee Tomlin Jason West Taylor Spivey Morgan Pearson           | Canadá · Joanna Brown · Tyler Mislawchuk · Desirae Ridenour · Matthew Sharpe        | Brasil · Beatriz Neres · Reinaldo Colucci · Luisa Baptista · Manoel Messias                       |
| VI   | 2019 | Monterrey · ( México)      | Brasil · Luisa Baptista · Kauê Willy · Vittória Lopes · Manoel Messias        | México · Jessica Romero · Rodrigo González · Cecilia Pérez · Irving Pérez           | Estados Unidos Erika Ackerlund William Huffman Sophie Chase Kevin Bishop                          |
| VII  | 2022 | Montevideo · ( Uruguay)    | Brasil · Manoel Messias · Luisa Baptista · Miguel Hidalgo · Vittória Lopes    | Canadá · Charles Paquet · Noémie Beaulieu · Brock Hoel · Emy Legault                | México · Crisanto Grajales · Lizeth Rueda · Rodrigo González · Cecilia Ramírez                    |
| VIII | 2023 | Huatulco · ( México)       | Estados Unidos Darr Smith Katie Zaferes Brent Demarest Gwen Jorgensen         | México · Aram Peñaflor Moysen · Rosa Tapia Vidal · Rodrigo González · Lizeth Rueda  | Canadá · Martin Sobey · Sophia Howell · Mathis Beaulieu · Dominika Jamnicky                       |

## Medallero histórico
- Actualizado hasta Miami 2024.[1]

| Núm. | País           | Oro | Plata | Bronce | Total |
| ---- | -------------- | --- | ----- | ------ | ----- |
| 1    | Estados Unidos | 16  | 21    | 14     | 51    |
| 2    | México         | 11  | 9     | 15     | 35    |
| 3    | Brasil         | 10  | 6     | 9      | 25    |
| 4    | Canadá         | 8   | 12    | 7      | 27    |
| 5    | Argentina      | 4   | 0     | 3      | 7     |
| 6    | Colombia       | 2   | 1     | 2      | 5     |
| 7    | Ecuador        | 2   | 1     | 1      | 4     |
| 8    | Bermudas       | 1   | 0     | 0      | 1     |
| 9    | Chile          | 0   | 1     | 0      | 1     |
| 9    | Costa Rica     | 0   | 1     | 0      | 1     |
| 11   | Venezuela      | 0   | 0     | 1      | 1     |
|      | TOTAL          | 54  | 52    | 52     | 158   |